# Jason Winston George
Jason Winston George (Virginia Beach, Virgínia, 9 de Fevereiro de 1972) é um ator estadunidense.
Atualmente, interpreta o personagem Dr. Benjamim Warrem na série Station 19, que é um spin-off de Grey's Anatomy.

## Filmografia

### Filmes
- 1998 - Fallen como Homem na faculdade
- 2002 - The Climb como Derrick Williams
- 2002 - Clockstoppers como Richard
- 2002 - Barbershop como Kevin
- 2005 - Bewitched como E! Anchor
- 2005 - Good Vibrations como Carl
- 2006 - You Did What? como Ben
- 2007 - The Box como Kirby Ferguson
- 2007 - Three Can Play That Game como Byron Thompson
- 2008 - Race como Luke Harrison
- 2008 - Broken Windows como Walt
- 2017 - Kidnap como David

### Televisão
- 1997 - Sunset Beach como Michael Bourne (1997-1999)
- 1999 - Moesha como Channing Lawrence
- 2000 - Roswell como Agente Matthison
- 2000 - Arliss como Charlie Vergotti
- 2000 - Girlfriends como Charles
- 2000 - Titans como Scott Littleton (2000-2001)
- 2001 - Friends participação como bombeiro
- 2001 - Off Centre como Nathan (2001-2002)
- 2002 - Jeremiah como Kwame
- 2002 - Half & Half como Miles (2002-2003)
- 2003 - Abby como Ted Sanders
- 2003 - She Spies como Sammy August
- 2003 - Platinum como Jackson
- 2003 - Boomtown como Thomas Paltrow
- 2003 - Eve como J.T. Hunter (2003-2006)
- 2005 - Without a Trace como Adisa Teno
- 2005 - Stargate SG-1 como Jolan (2005-2006)
- 2006 - What about Brian como Jimmy Wilbourn (2006-2007)
- 2007 - Shark como Ray Harkin
- 2007 - House, M.D. como Brock
- 2007 - ER como Ethan Mackiner (2007-2008)
- 2008 - Eli Stone como Keith Bennett (2008-2009)
- 2009 - Inside the Box como Kyle Chisolm
- 2009 - Eastwick como Max
- 2009 - CSI: Miami como Steve Bowers
- 2010 - Grey's Anatomy como Ben Warren (2010-presente)
- 2011 - Off the Map como Otis Cole
- 2011 - Desperate Housewives como Edgar
- 2018 - 2024 Station 19 como Ben Warren